# Chiński syndrom
Chiński syndrom – termin wywodzący się z żargonu techników jądrowych. Określa sytuację, w której w wyniku awarii systemów chłodzenia reaktora dochodzi do przegrzania rdzenia reaktora, a nadmiar ciepła powoduje roztopienie betonowego fundamentu reaktora. Według tej teorii istnieje możliwość, że reaktor zagłębi się we wnętrzu Ziemi. Żartowano, że w ten sposób reaktor przejdzie przez środek Ziemi aż do Chin (jest to jednak fizycznie niemożliwe).
Jak dotąd nigdy nie doszło do roztopienia betonowego fundamentu reaktora. Badania prowadzone po awarii w Three Miles Island w USA wiosną 1979 roku wykazały, że zaistnienie takiego zjawiska jest niemożliwe. Termin „chiński syndrom” został upowszechniony przez film katastroficzny Jamesa Bridgesa Chiński syndrom, opisujący awarię podobną do tej w Three Mile Island (premiera filmu odbyła się 12 dni przed awarią).
Do stopienia trzech rdzeni doszło w elektrowni atomowej w Fukushimie po awarii 11 marca 2011 roku.